# Slag bij Vác

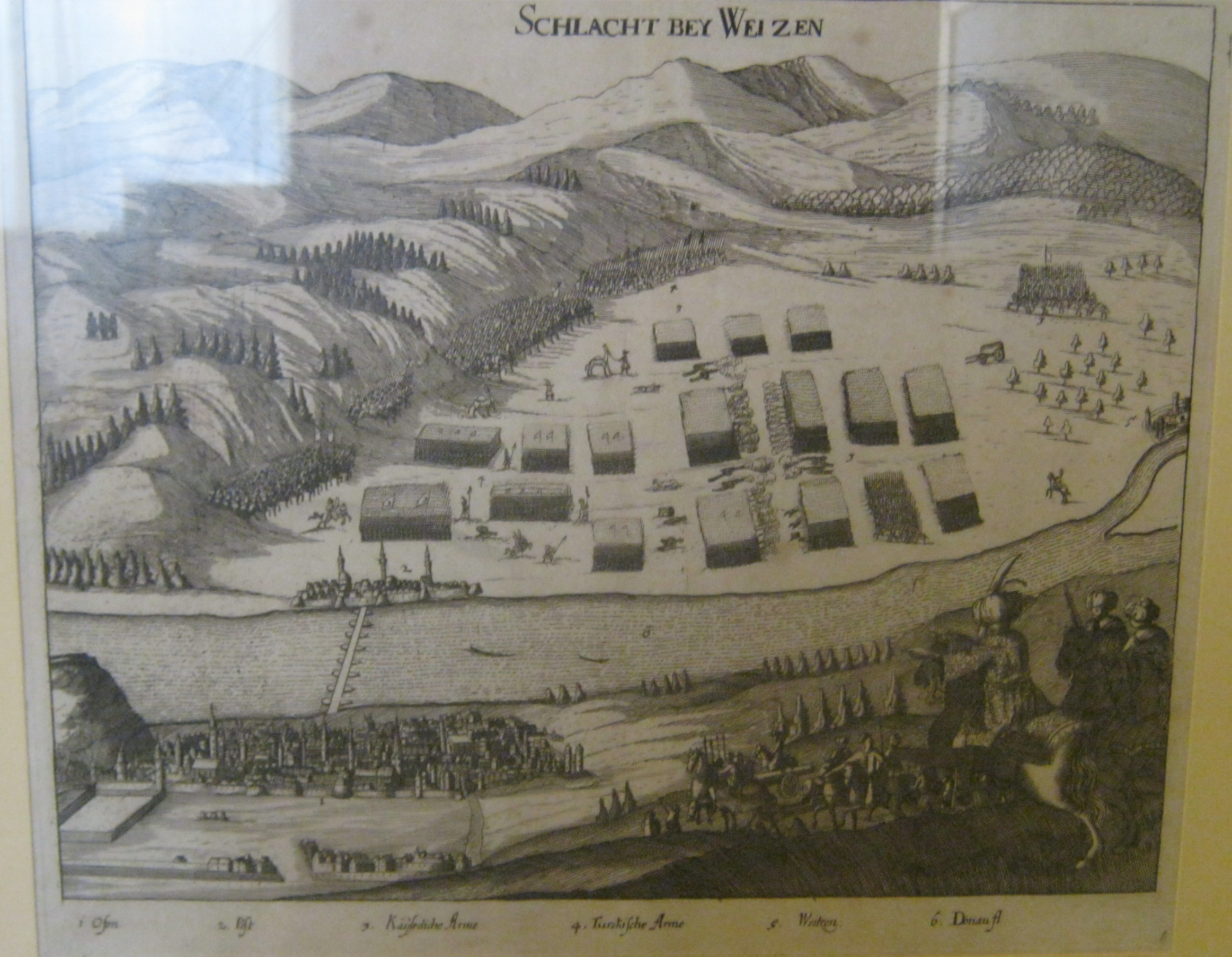
Slag bij Vác tussen het Ottomaanse leger (links) en het keizerlijke leger (rechts)

De Slag bij Vác was een veldslag tussen het keizerlijke, Habsburgse leger en het Ottomaanse leger op 27 juni 1684, in het kader van de Grote Turkse Oorlog. 
Het keizerlijke leger onder leiding van Karel van Lotharingen rukte op naar Boeda in Hongarije langsheen de linkeroever van de Donau. Ten noorden van Vác werden ze opgewacht door een sterk Ottomaans leger, dat een gunstige positie op het terrein had uitgekozen. Het keizerlijk leger was echter in de overmacht en behaalde de overwinning. Nog op dezelfde dag konden ze Vác binnentrekken. Hierna trok het keizerlijke leger verder op en op 30 juni namen ze Boeda in.